# Plaza Mafalda

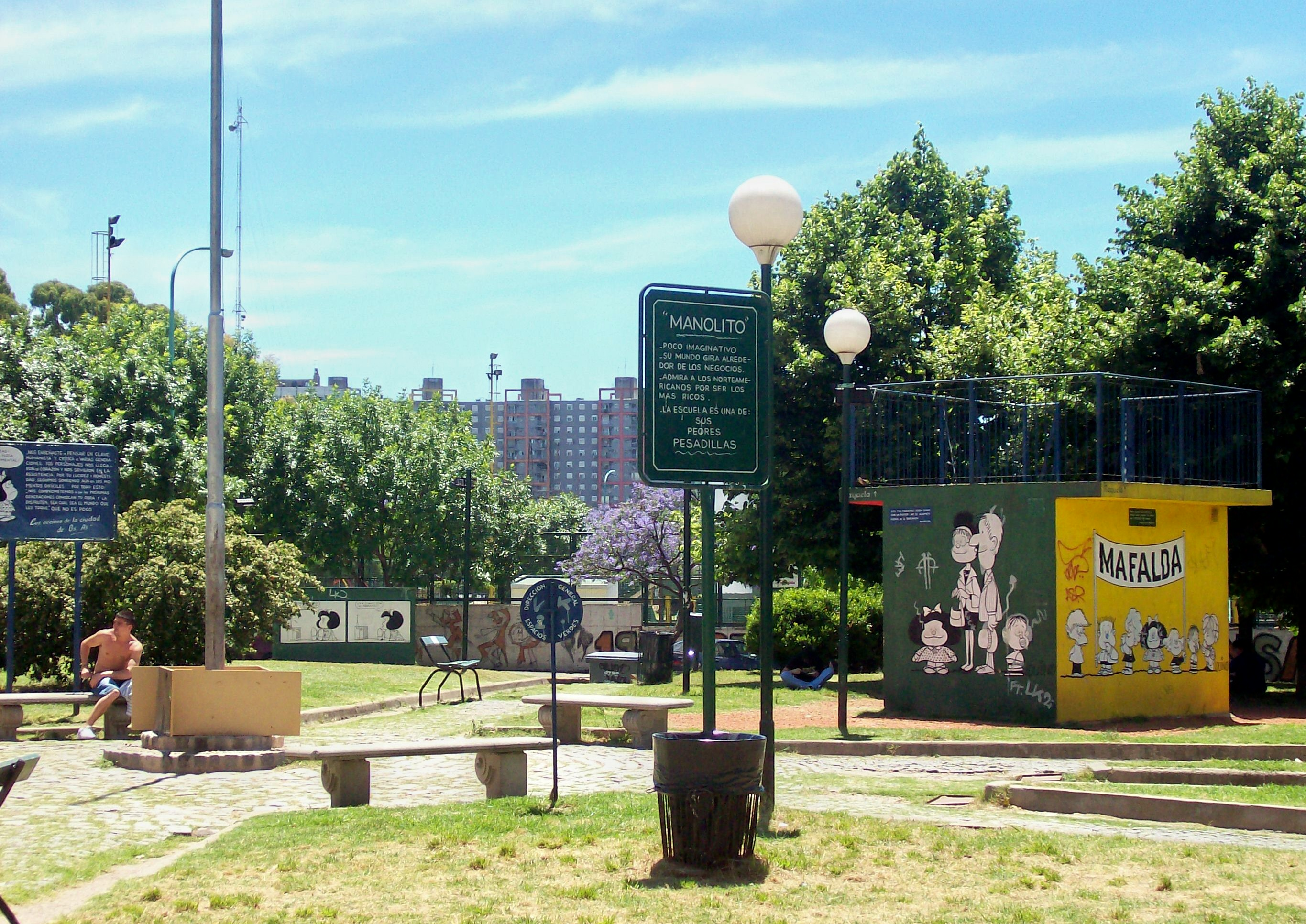
Plaza Mafalda

La Plaza Mafalda es una plaza en el barrio de Colegiales en la ciudad de Buenos Aires, nombrada en honor del personaje de historietas creado por el dibujante argentino Quino.
Fue inaugurada el 28 de noviembre de 1995, en un terreno baldío delimitado por las calles Santos Dumont, Concepción Arenal, General Martínez y Conde, cerca del Mercado de las Pulgas.

## Historia
El predio de la plaza fue en su momento una playa de maniobras ferroviaria. A comienzos de los años 50, en esos terrenos se encontraba la villa de Colegiales, que fue erradicada en 1979. El gobierno se comprometió por escrito a construir un espacio verde. Pero pasaron 16 años para que fuese posible.
En enero de 1994, se construyeron monoblocks para los habitantes de la villa de Retiro, que iba a ser erradicada., pero el vecindario se opuso, porque existía una ordenanza que decía que allí sólo podía ser construida una plaza, pero las autoridades continuaron con la construcción de la plaza por las noches.
El 9 del mismo mes a la noche, se hizo una Marcha de la Luz, con linternas y velas, para “iluminar a la Justicia” y que esta diera marcha atrás con la medida. El día 12 el gobierno dio marcha atrás con el traslado de los habitantes de la villa, y el Concejo Deliberante aprobó la construcción de la plaza.

## Descripción
La plaza está dividida en sectores con los nombres de los personajes de Quino y atravesada por caminos de cemento que forman la figura de un Ta Te Ti y convergen en el centro.
Hay ilustraciones de los personajes, pero no existe ninguna estatua. También están en exposición cuadros de la historieta.
La plaza tiene siete triángulos unidos por sus vértices, y cada uno de ellos corresponde a un personaje.